# Oulad Zbaïr
Oulad Zbaïr (en arabe : أولاد ازباير) est une ville du Maroc. Elle est située dans la région de Fès-Meknès.

## Sources
- (en) Oulad Zbair sur le site de Falling Rain Genomics, Inc.